# Casa Amorós (Sant Just Desvern)
La Casa Amorós és un edifici del municipi de Sant Just Desvern (Baix Llobregat) que forma part de l'Inventari del Patrimoni Arquitectònic de Catalunya. El 1924 és la data de construcció de l'edifici segons el cadastre.

## Descripció
És un edifici de planta baixa i dos pisos d'inspiració noucentista, on cal remarcar la tribuna semicilíndrica coronada amb una balustrada, així com la torre de planta rectangular.